# Saskia Vester
Saskia Vester (ur. 24 lipca 1959 w Saarbrücken) – niemiecka aktorka, aktorka głosowa i pisarka. Karierę rozpoczęła jako aktorka teatralna. Sławę zdobyła dzięki serialom telewizyjnym takim jak Franz Xaver Brunnmayr, Wie Pech und Schwefel, Die Landärztin, KDD – Kriminaldauerdienst i Das Kindermädchen. Od 1981 r. zagrała w ponad 140 filmach i serialach.

## Życie prywatne
Saskia Vester jest córką biochemika i eksperta w dziedzinie środowiska naturalnego Frederica Vestera i siostrą aktorki Madeleine Vester. Do piątego roku życia mieszkała z rodziną w Burbach, dzielnicy Saarbrücken. Następnie przeprowadzili się do Monachium.
Vester mieszka ze swoim mężem producentem filmowym Robbiem Flörke i dwójką wspólnych dzieci w Monachium.

## Kariera
Po ukończeniu nauki w monachijskiej szkole aktorskiej Neue Münchner Schauspielschule, od 1981 r. Vester grała w teatrach, w tym m.in. w teatrach miejskich w Augsburgu, Norymberdze i Ingolstadt, centrum kultury Kampnagel Hamburgu oraz w monachijskich teatrach Theater44 i Komödie im Bayerischen Hof.
Równolegle, a od 2000 r. wyłącznie, oprócz występów na scenie teatralnej, pracowała w filmie i telewizji. Pierwszy raz stanęła przed kamerą w 1981 r. w serialu Die Rumplhanni. W filmie fabularnym zadebiutowała 1983 r. biorąc udział w filmie telewizyjnym Ilse Hofmann Dingo. Od tego czasu wystąpiła w szeregu filmach kinowych i telewizyjnych, np.: w 1998 r. zagrała rolę Coco w erotycznym horrorze kryminalnym Solo für Klarinette.
Od 1991 r. Saskia Vester grała gościnne role w licznych serialach telewizyjnych, w tym m.in. w Ein Fall für zwei, Tatort, Der Fahnder, Doktor z alpejskiej wioski, Der Bulle von Tölz, Wilsberg, Telefon 110, Ein starkes Team, Der Staatsanwalt, Das Traumschiff. Grała również wiele stałych i powtarzających się ról w seriach filmowych i serialach telewizyjnych. W serialu Bayerischer Rundfunk Franz Xaver Brunnmayr z Gustlem Bayrhammerem w roli tytułowej, grała w sześciu odcinkach rolę Steffi Brunnmayr. Potem pojawiły się kolejne stałe role dla Vester m.in. w Der Schwammerlkönig jako Vroni, w Hans im Glück jako Christina Moltke, w Rußige Zeiten jako Gabi Schlumberger i w Herbert und Schnipsi jako Berta, żona Williego. W serialu ZDF Wie Pech und Schwefel zagrała wiodącą rolę Annabelli Wissmann, właścicielki butiku wraz z Rainerem Hunoldem, Burkhardem Heylem, Kariną Thayenthal, Birge Schade i Pascalem Breuerem jako jednej z pięciorga rodzeństwa. Za rolę Kristin Bender, głównej inspektorki kryminalnej, będącej lesbijką, w serialu ZDF KDD – Kriminaldauerdienst otrzymała w 2007 r. Bawarską Nagrodę Telewizyjną (Bayerischer Fernsehpreis). Od 2017 r. gra w Endlich Freitag im Ersten, paśmie kanału Das Erste, w serialu Niania (Das Kindermädchen), główną rolę Henrietty Höffner, która uciekając przed urzędem pracy, podróżuje przez świat jako samozwańcza opiekunka do dzieci i pomaga rodzinom w rozwiązywaniu ich problemów.
Vester zajmuje się również pisarstwem. W 1985 r. opublikowała w wydawnictwie Kiepenheuer & Witsch
swój debiut powieściowy Pols Reise.

## Filmografia

### Kino
- 1989: Schatten der Wüste
- 1994: Frauen sind was Wunderbares
- 1995: Japaner sind die besseren Liebhaber
- 1997: Winterschläfer
- 1998: Solo für Klarinette
- 1999: Gangster
- 2001: Anam
- 2004: Männer wie wir
- 2005: Grenzverkehr
- 2006: Wer früher stirbt ist länger tot
- 2010: Ayla
- 2011: Almanya – Witajcie w Niemczech
- 2013: Viva la libertà
- 2016: Beat Beat Heart[5]

### Filmy telewizyjne
- 1983: Dingo
- 1987: Zwei auf der Straße
- 1988: Wilder Westen inclusive (trzyczęściowy, odc. 1 + 2)
- 1990: Falsche Spuren
- 1992: Abgetrieben
- 1995: Ausweglos
- 1996: Alle haben geschwiegen
- 1996: Eldorado
- 1996: Rendezvous des Todes
- 1997: Der Testfahrer
- 1998: Supersingle
- 1999: Gestern ist nie vorbei
- 1999: Zum Sterben schön
- 1999: Eine schräge Familie
- 2000: Der Hahn ist tot
- 2000: Vertrauen ist alles
- 2000: Ich beiß zurück
- 2001: Love Trip
- 2001: Doppelter Einsatz München – Trennung ist der Tod
- 2001: Mein Vater und andere Betrüger
- 2001: Die Westentaschenvenus
- 2002: Rotlicht – Die Stunde des Jägers
- 2002: Mutter auf der Palme
- 2002: Geht nicht gibt’s nicht
- 2003: Ein großes Mädchen wie du (Une grande fille comme toi)
- 2003: Hilfe, ich bin Millionär
- 2003: Weihnachten im September
- 2003: Mann gesucht, Liebe gefunden
- 2004: Mein Weg zu dir heißt Liebe
- 2004: Die Ärztin
- 2004: Ein Gauner Gottes
- 2004: Im Zweifel für die Liebe
- 2005: Das Gespenst von Canterville
- 2005: Liebe wie am ersten Tag
- 2005: Heirate meine Frau
- 2005: Das Glück klopft an die Tür (Alternativtitel: Rein ins Leben)
- 2006: Im Namen der Braut
- 2008: Die Schnüfflerin – Peggy kann's nicht lassen
- 2008: Don Quichote – Gib niemals auf!
- 2009: Die Rebellin
- 2009: Bleib bei mir
- 2009: Die göttliche Sophie
- 2009: All You Need Is Love – Meine Schwiegertochter ist ein Mann
- 2010: Hochzeitsreise zu viert
- 2010: Das Haus ihres Vaters
- 2011: Für kein Geld der Welt
- 2011: Die Dienstagsfrauen … auf dem Jakobsweg zur wahren Freundschaft
- 2011: Lindburgs Fall
- 2011: Nach der Hochzeit bin ich weg!
- 2011: Der Weihnachtsmuffel
- 2012: Heiraten ist auch keine Lösung
- 2012: Jeder Tag zählt
- 2012: Herbstkind
- 2012: Balthasar Berg – Sylt sehen und sterben
- 2012: Der Komödienstadel: Hummel im Himmel
- 2014: Sieben Tage Ohne
- 2014: Die Fremde und das Dorf
- 2014: Meine Frau, ihr Traummann und ich
- 2014: Die reichen Leichen. Ein Starnbergkrimi
- 2014: Schluss! Aus! Amen!
- 2014: Die Dienstagsfrauen – Sieben Tage ohne
- 2015: Die Dienstagsfrauen – Zwischen Kraut und Rüben
- 2015: Kubanisch für Fortgeschrittene
- 2015: Weihnachts-Männer
- 2017: Wenn Frauen ausziehen
- 2019: Verliebt in Kroatien[5]

### Seriale telewizyjne
- 1981: Die Rumplhanni
- 1984: Franz Xaver Brunnmayr (6 odcinków)
- 1988: Der Schwammerlkönig (6 odcinków)
- 1987: Hans im Glück (8 odcinków)
- 1990: Tatort: Wer zweimal stirbt
- 1991: Tatort: Kinderlieb
- 1991: Ein Fall für zwei (odcinek Eiskalt)
- 1992: Im Schatten der Gipfel (odcinek Treibjagd)
- 1993: Rußige Zeiten (13 odcinków)
- 1993: Wie Pech und Schwefel (17 odcinków)
- 1993: Evelyn Hamanns Geschichten aus dem Leben (odcinek Salon Thea/Der Giebelpieper)
- 1994: Herbert & Schnipsi (6 odcinków)
- 1994: Der Fahnder (odcinek Picknick am See)
- 1994: Ärzte (odcinek Dr. Schwarz und Dr. Martin – Höhenflug)
- 1994: Doktor z alpejskiej wioski (odcinek Ubezpieczenie na życie)
- 1995: Tatort: Tod eines Auktionators
- 1995: Glückliche Reise – Phuket
- 1998: Der Bulle von Tölz: Der Mistgabelmord
- 1998–2001: Anwalt Abel (7 odcinków)
- 1999: Tatort: Kinder der Gewalt
- 2000: Tatort: Nach eigenen Gesetzen
- 2001: Victor – Der Schutzengel (odcinek Amoklauf)
- 2002: Verdammt verliebt (26 odcinków)
- 2003: Die Rosenheim-Cops (odcinek Blattschuss)
- 2003: Der Bulle von Tölz: Malen mit Vincent
- 2005–2010: Die Landärztin (7 odcinków)
- 2006: Donna Leon – Das Gesetz der Lagune
- 2007–2009: KDD – Kriminaldauerdienst (28 odcinków)
- 2007: Der Bulle von Tölz: Krieg der Camper
- 2008: Unser Mann im Süden (odcinek Ausgetrickst)
- 2008–2012: Der Schwarzwaldhof (6 Folgen)
- 2008: Wilsberg: Das Jubiläum
- 2010: Notruf Hafenkante (odcinek Die Frau am Ufer)
- 2011: Polizeiruf 110: Denn sie wissen nicht, was sie tun
- 2012: Mord in bester Gesellschaft: Der Tod der Sünde
- 2012: SOKO Stuttgart (odcinek Koi Ahoi)
- 2012: Emilie Richards – Spuren der Vergangenheit
- 2013: Ein starkes Team: Prager Frühling
- 2013: Utta Danella – Wer küsst den Doc?
- 2014: Kreuzfahrt ins Glück – Hochzeitsreise nach Barcelona
- 2016: Unter Verdacht: Betongold
- 2016: In aller Freundschaft (odcinek Spott und Ruhm)
- seit 2016: Marie fängt Feuer
- 2017: Frühling: Schritt ins Licht
- 2017: Tatort: Zwei Leben
- od 2017: Niania Das Kindermädchen
  - 2017: Misja Mauritius Mission Mauritius
  - 2018: Misja Afryka Mission Südafrika
  - 2021: Mission Kanada
  - 2021: Mission Italien
- 2018: Tatort: Kopper
- 2018: Der Staatsanwalt (odcinek Alte Freunde)
- 2018: Morden im Norden (odcinek Schwere Zeiten)
- 2019: Jednostka specjalna „Dunaj” (odcinek Ein Akt der Gewalt)
- 2021: Katie Fforde: Du lebst nur einmal
- 2021: Das Traumschiff: Malediven/Thaa Atoll[5]